# Conférence de San Remo
Pour les articles homonymes, voir San Remo.

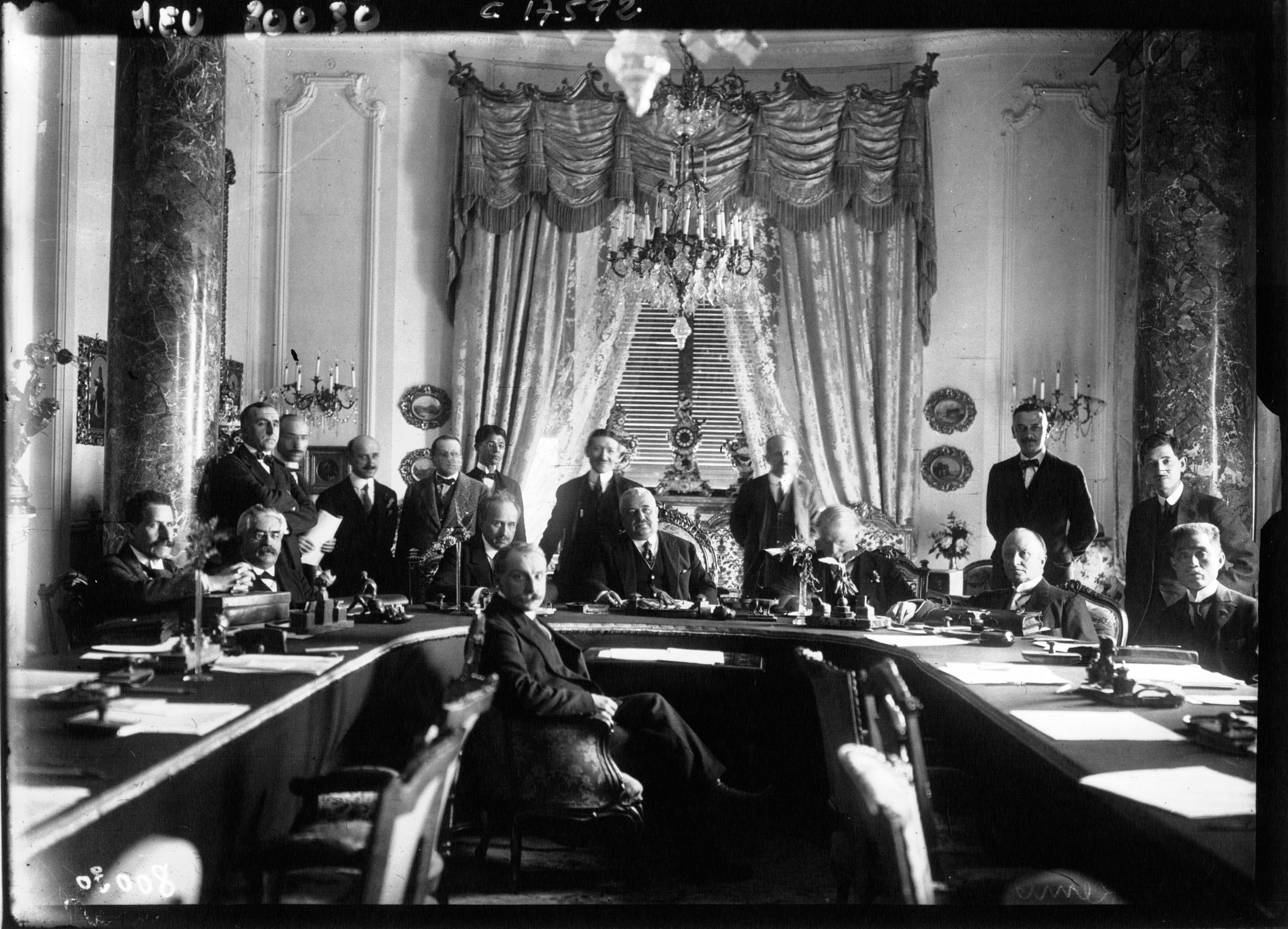
La conférence dans le Château Devachan.

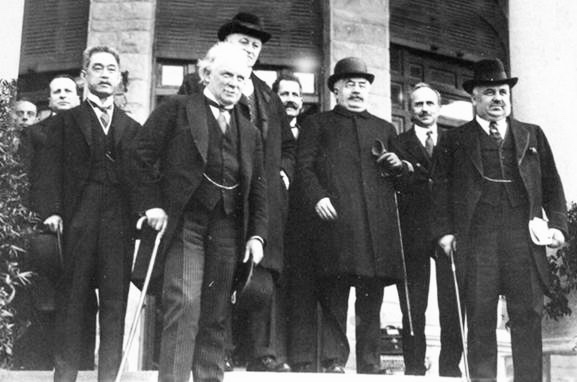
Les délégués à la conférence, Matsui Keishirō, Francesco Saverio Nitti, Vittorio Scialoja.

La conférence de San Remo est une conférence internationale qui a eu lieu du 19 au 26 avril 1920 dans le château Devachan à Sanremo (selon la graphie actuelle), en Ligurie, sur la Riviera italienne, après la Première Guerre mondiale. Elle était constituée par le Conseil suprême de guerre, composé de représentants des Alliés — des Britanniques, Français, Italiens, Grecs, Japonais et Belges — et en continuation de la conférence de la paix de Paris.
La résolution de San Remo, adoptée le 25 avril 1920, détermine l'attribution des mandats de classe « A » de la Société des Nations, pour l'administration de trois territoires anciennement ottomans au Moyen-Orient, alors indéfinis : « Palestine », « Syrie » et « Mésopotamie ».
Un des enjeux essentiels de cette conférence est aussi la répartition, entre les vainqueurs de la guerre mondiale, de l’exploitation des importantes ressources pétrolières (industrie énergétique alors naissante) de la région.

## Attribution des mandats français et britanniques
Le 24 avril 1920, le Comité supérieur plaça la Palestine et la Mésopotamie (l’équivalent de l’Irak du début du XXIe siècle) sous un mandat du gouvernement britannique. Les Français reçurent un mandat sur la Syrie et le Liban. Ces différents mandats (sur des territoires précédemment ottomans), décidés durant la conférence de San Remo, ne furent mis en application par la SDN que lors du traité de Sèvres, quatre mois plus tard en août 1920.

## Règlement de la question du pétrole de Mossoul

### Origine du litige
Originellement attribués à la France lors des accords secrets de 1916, les champs pétroliers du Nord de la Mésopotamie sont un sujet de dissension entre la France et son allié britannique. Initialement d’un point de vue stratégique, le Royaume-Uni préférait une Haute Mésopotamie administrée par la France pour ne pas avoir une zone d'influence jouxtant celle de la Russie (réminiscences du Grand Jeu), tactique devenue sans objet en 1919-1920, après le reflux de l'influence russe dans le Caucase à la suite de la guerre civile russe. De plus, une prise de conscience de l'importance croissante du pétrole dans la marine pousse les Britanniques à revenir sur leurs promesses.
Après la défaite ottomane (armistice de Moudros), l'essentiel du Levant est occupé par l'armée britannique (presque un million d'hommes sont présents dans l’ensemble des territoires arabes de l'Empire ottoman), ce qui rend difficile pour la France de réclamer sa part négociée pendant la guerre. Après plusieurs tentatives de médiation, la France accepte le principe d'une gestion britannique de la riche région pétrolière de Kirkouk, sous réserve d'un intéressement de participation à hauteur de 25 % dans la Turkish Petroleum Company.

### Texte de l'«Accord sur les pétroles»
Le traité est signé à San Remo le 24 avril 1920, connu sous le nom d'« Accord sur les pétroles », règle une série de contentieux dans divers zones pétrolières. Il se compose de dix-huit articles et règle comme l'affirme l'article 2 les questions relatives à : « La Roumanie, L'Asie Mineure, les Anciens territoires de l'Empire russe, La Galicie, La Mésopotamie, les colonies françaises et les colonies de la couronne britannique ». L'article 8 pose le principe d'une compagnie contrôlée par le Royaume-Uni, accordant à la France 25 % des ressources extraites au prix du marché, tandis que l'article 9 marque la possibilité pour le Royaume-Uni de construire un chemin de fer ainsi qu'un oléoduc pour acheminer le pétrole vers la Méditerranée et donc entrer dans la sphère d'influence française. La France s'engage à ne pas prélever de droits de douane sur le futur pétrole acheminé. L'accord final est paraphé par Llyod Georges, John Cadman (en), Alexandre Millerand et Philippe Berthelot.